# Rézműves Gusztáv
Rézműves Gusztáv (Mátészalka, 1961–) magyarországi cigány festőművész.

## Pályafutása
Gyermekkorát Nagyecseden töltötte, a képzőművészet már az általános iskolában is foglalkoztatta, alkotásaival megyei szintű versenyekig jutott. Budapestre költözve megismerkedett Péli Tamással, aki a Holland Királyi Képzőművészeti Akadémián végezte tanulmányait, és más Péli körül működő jeles képzőművésszel, Orsós Terézzel, Túró Zoltánnal. Az ő példájuk inspirálta Rézműves Gusztávot is a festésre. Kezdetben autodidakta módon képezte magát, majd az 1990-es évek közepétől bekapcsolódott a Cigány Ház alkotótábori munkájába és az alkotói tábornak a Balázs János Galériában rendezett csoportos kiállításaiba. Nagy gonddal, szeretettel és dinamizmussal ábrázolja az ősi cigány mesterségeket, a cigányok életmódját, egy-egy legendás alakját, és érzékelteti azt a társadalmi helyzetet, amelyben a cigányok élnek.
A 2009-es Cigány festészet című reprezentatív albumban megjelentették szakmai életrajzát és nyolc olajfestményét.

## A Cigány festészet című albumba beválogatott képei

### Mesterségek
- Teknővájó férfiak (olaj, farost, 80x60 cm, 1993)
- Szegkovács (olaj, vászon, 35x70 cm, 1994)
- Rézműves (olaj, vászon, 80x100 cm, 1999)

## Életmód, élethelyzet
- Mami : portré (olaj, farost, 60x65cm, 1995)
- Női portré (olaj, farost, 50x50 cm, 1997)
- Táncoló cigányok (olaj, farost, 40x50 cm, 1999)
- Nő pipázik (olaj, vászon, 71x106 cm, 2000)
- Élet nyomás alatt (olaj, vászon, 60x40 cm, 2005)[1]